# Дистрикт Галичина

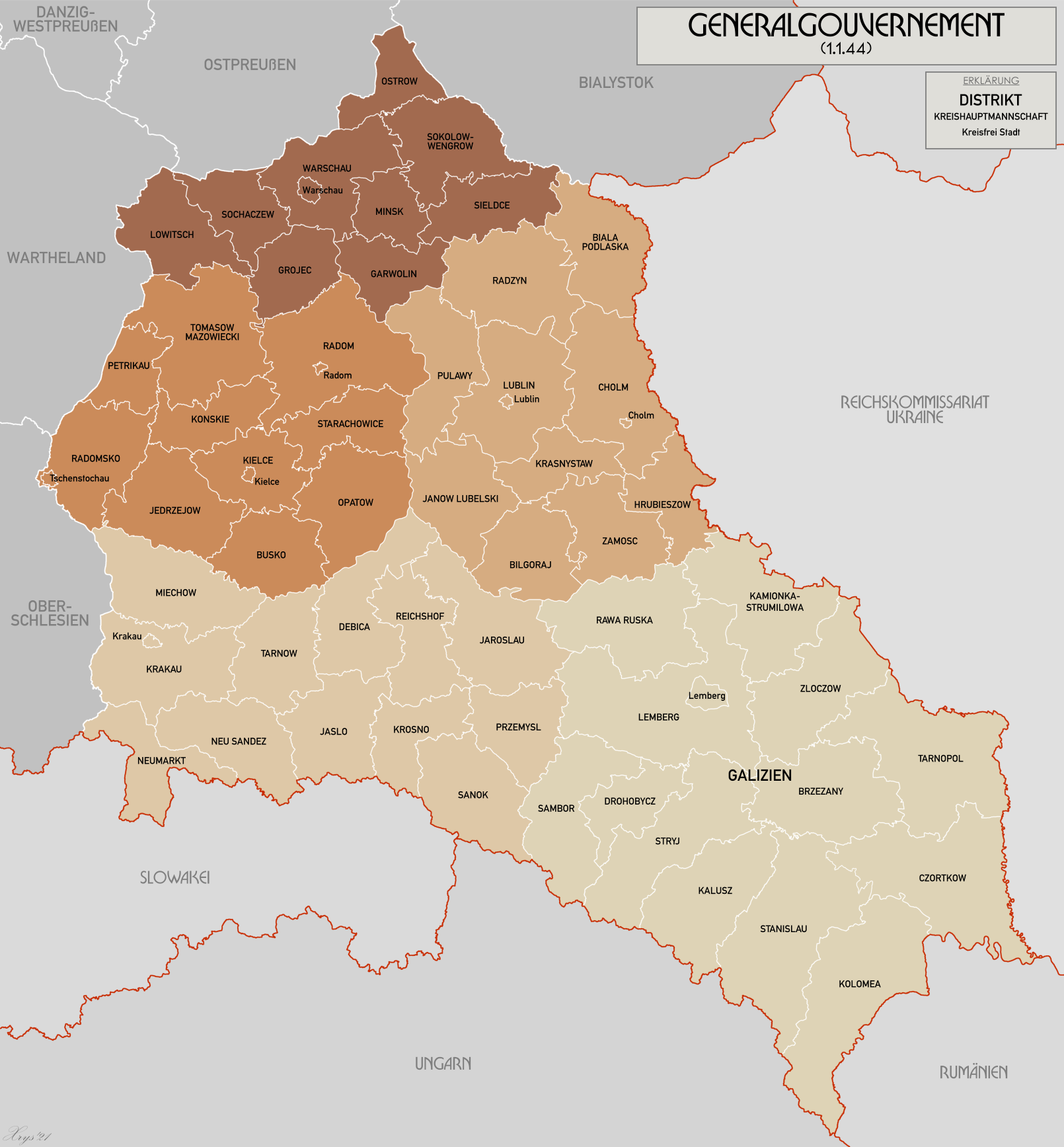
Дистрикт Галичина на мапі Генерал-губернаторства Польща

Дистрикт Галичина — адміністративна одиниця у складі Генерал-губернаторства в період нацистської окупації під час Другої світової війни. Охоплював ті окуповані німецькими нацистами західноукраїнські землі, які не було віднесено до Райхскомісаріату Україна, губернаторства Буковина та Закарпатського губернаторства. На чолі Дистрикту Галичина стояв губернатор. Урядовою мовою була німецька. 

## Історія
Протягом перших тижнів Німецько-радянської війни практично вся територія Західної України була окупована вермахтом, які вже 19 вересня 1941 року увійшли в Київ, а 22 липня 1942 року разом із союзникам захопили всю Україну. Згідно з наказом від 22 червня 1941 року «Про управління в зайнятих областях СРСР» військове командування отримувало всю повноту влади на зайнятих територіях, проте швидкий темп просування німців углиб радянської території вимагав перегляду цих положень.
Першим губернатором був призначений Карл фон Ляш, якого, у січні 1942 року на цій посаді змінив Отто Вехтер. Виходець з австрійської родини, він мав певний сантимент до Галичини, як колишнього коронного краю Австро-Угорської імперії, й дотримувався «м'якої» позиції в окупаційній політиці, підтримував зв'язки з представниками УГКЦ та українськими громадськими інституціями, зокрема Українським центральним комітетом (УЦК), мав дружні стосунки з митрополитом Андреєм Шептицьким та головою УЦК Володимиром Кубійовичем. Вехтер також став одним з ініціаторів створення української дивізії СС «Галичина».
Грошовою одиницею з 18 вересня 1941 замість рубля (карбованця) став злотий для розвитку торгівлі в Генеральній Губернії.
Дистрикт Галичина припинив своє існування наприкінці липня 1944 року, коли внаслідок Львівсько-Сандомирської операції його ліквідували, а німецька окупація змінилася на радянську.

## Адміністративний поділ
Адміністративно дистрикт Галичина поділявся на:
- Штадтгауптманшафт Лемберг
- Крайсгауптманшафт Тарнополь
- Крайсгауптманшафт Бжежани
- Крайсгауптманшафт Чорткау
- Крайсгауптманшафт Дрогобич
- Крайсгауптманшафт Гродек
- Крайсгауптманшафт Городенка
- Крайсгауптманшафт Калуш
- Крайсгауптманшафт Камьонка-Струмілова
- Крайсгауптманшафт Коломеа
- Крайсгауптманшафт Лемберг-Ланд
- Крайсгауптманшафт Рава-Руська
- Крайсгауптманшафт Стрий
- Крайсгауптманшафт Самбір
- Крайсгауптманшафт Станіслау
- Крайсгауптманшафт Злочов

## Населення
На 15 вересня 1942 р. в дистрикті Галичина проживало 4 млн. 528 тис. 323 особи, з них 14 тис. 366 рейхсдойчів, 29 тис. 76 фольксдойчів, 3 млн. 247 тис. 353 українці, 955 тис. 821 поляк, 278 тис. 132 євреї, 5 тис. 575 осіб інших національностей.